# Agnac
Agnac är en kommun i departementet Lot-et-Garonne i regionen Nouvelle-Aquitaine i sydvästra Frankrike. Kommunen ligger i kantonen Lauzun som tillhör arrondissementet Marmande. År 2022 hade Agnac 476 invånare.

## Befolkningsutveckling
Antalet invånare i kommunen Agnac
| Referens: INSEE |